# Eugène Rodrigues
Pour les autres membres de la famille, voir Famille Rodrigues-Henriques.
Eugène Rodrigues (né le 1er février 1807 et mort le 13 janvier 1830 à Paris) était un penseur et saint-simonien français.

## Biographie
Eugène Rodrigues est le fils d'Isaac Rodrigues-Henriques (1771-1846) et le frère d'Olinde Rodrigues.
Saint-simonien, il est membre du « deuxième degré », puis du « Collège » à partir de 1829. Connaissant la philosophie et le judaïsme allemands, de même que son frère, il a une influence théorique dans la mutation de la pensée saint-simoniste afin d'en faire un corps de doctrine théologiquement acceptable. 
Il meurt le 13 janvier 1830, à l'âge de 23 ans. Il est inhumé au cimetière du Père-Lachaise (28e division).

## Ouvrages
- « Lettres sur la religion et la politique, 1829 : Suivies de l'éducation du genre humain », 1831
- « Religion Saint-Simonienne : aux artistes du passé et de l'avenir des Beaux-Arts », 1831
- « Nouveau christianisme : Lettres d'Eugène Rodrigues sur la religion et la politique », 1832
- « Nouveau christianisme : l'éducation du genre humain de Lessing », 1832